# Callicorixa scudderi
Callicorixa scudderi är en insektsart som beskrevs av Carl-Axel Jansson 1979. Callicorixa scudderi ingår i släktet Callicorixa och familjen buksimmare. Inga underarter finns listade i Catalogue of Life.